# 土井喜美夫
土井 喜美夫（どい きみお、1943年〈昭和18年〉9月28日 - 2011年〈平成23年〉3月11日）は、日本の政治家。宮城県石巻市長。

## 来歴
石巻市出身。石巻高等学校、中央大学経済学部卒業。
1974年から内海英男衆議院議員の第一秘書を務め、内海が政界を引退した第40回衆議院議員総選挙（1993年）に内海の事実上の後継として旧宮城2区に無所属で出馬するも次点で落選（当選は菊池福治郎、日野市朗、大石正光）。次の第41回衆議院議員総選挙（1996年）には新進党公認として宮城5区から出馬したが旧民主党の安住淳に敗れた。
その後、市川一朗の宮城県知事選出馬に伴う議員辞職で行われた参議院議員補欠選挙（1997年）に出馬したが前衆議院議員岡崎トミ子に敗れた。この際、自民党支持層など保守票を幅広く取り込もうと、新進党を離党し諸派で戦った。
2000年の第42回衆議院議員総選挙では再び宮城5区から出馬、自由民主党公認で戦うも安住（民主党）に約1200票差で惜敗。これが国政への最後の挑戦となった。
2003年、菅原康平石巻市長の任期途中での辞職に伴う出直し市長選に出馬し、当選。石巻市が周辺の6町と合併した際の市長選（2005年）では公明党の推薦を受けて出馬・当選し、初代市長を務めた。
市長在任中は行財政改革などで一定の成果をあげたものの、タクシー券の私的利用や交際費による香典支出により批判をあび、議会の過半数の支持を得られずに厳しい議会運営が続いた。
任期満了に伴う2009年の市長選では再選を目指して出馬したものの、元石巻専修大学教授の亀山紘に敗れて、6年余り務めた市長を退いた。
今後については市長退任時に「まだ先のことは分からない。みんなとゆっくり考えてみたい」と述べて、次回市長選出馬に含みを持たせていたが、2011年3月11日に発生した東北地方太平洋沖地震の津波に巻き込まれて夫婦で行方不明となり、17日に石巻市総合体育館に安置されていた遺体から身元が確認された。67歳没。

## 政策
- 石巻市と周辺の町との合併を推進し、隣接する桃生郡桃生町・河南町・河北町・北上町・雄勝町、牡鹿郡牡鹿町との対等合併を実現させた。
- 経営危機に陥っていた公立深谷病院の再建に尽力し、その後継病院誘致に迅速な対応をみせた。
- 2000年の衆院選立候補の際に、選択的夫婦別姓の法制化に対し賛成の意見を述べている。「大いに賛成。別姓は、一人ひとりが自身の個性を尊重しながら、お互いの個性を認めることになる。それは、互いの権利を尊重することになる。従って、真の男女平等社会を築くためにも、一刻も早く、選択的夫婦別姓の法制化の促進をすべきである。 」と述べた[3]。
- コミュニティースペース併用の舟券場外売り場「オラレ」の誘致を積極的に推進し、国土交通省に許可申請まで行ったものの、最終的に野党が多数派を占める市議会の反対を受けて断念した。
- 石巻市の財政立て直しに一貫して取り組み、市の公債発行残高を減らし、新事業を抑制した。

## 選挙歴
| 当落                            | 選挙                     | 施行日         | 選挙区       | 政党               | 得票数   | 得票順位 ／候補者数 | 比例区       | 比例順位 ／当選者数 |
| ------------------------------- | ------------------------ | -------------- | ------------ | ------------------ | -------- | ------------------- | ------------ | ------------------- |
| 落                              | 第40回衆議院議員総選挙   | 1993年7月18日  | 宮城県第2区  | 無所属             | 3万8672  | 4／8                | -            | -                   |
| 落                              | 第41回衆議院議員総選挙   | 1996年10月20日 | 宮城県第5区  | 新進党             | 5万0139  | 2／5                | -            | -                   |
| 落                              | 第17回参議院議員補欠選挙 | 1997年11月16日 | 宮城県選挙区 | 明日の宮城を創る会 | 11万2098 | 2／4                | -            | -                   |
| 落                              | 第42回衆議院議員総選挙   | 2000年6月25日  | 宮城県第5区  | 自由民主党         | 6万8237  | 2／3                | 東北ブロック | 7/5                 |
| 当                              | 石巻市長選挙             | 2003年1月26日  | -            | 無所属             | 2万1642  | 1／4                | -            | -                   |
| 当                              | 石巻市長選挙             | 2005年4月29日  | -            | 無所属             | 5万8548  | 1／2                | -            | -                   |
| 落                              | 石巻市長選挙             | 2009年4月19日  | -            | 無所属             | 3万0413  | 2／2                | -            | -                   |
| 当選回数2回 （宮城県石巻市長2） |                          |                |              |                    |          |                     |              |                     |